# Lorena Graniewicz
Lorena Graniewicz (Mexikóváros, 1991. május 5. –) mexikói színésznő.

## Életrajza
Művészi pályafutását a Televisa Művészeti Oktatási Központban kezdte 2010-ben. 2013-ban végzett majd, több telenovellában is feltűnt a Como dice el say és a La rosa de Guadalupé-ban.
2015-ben debütált az Emilio Larrosa Amores con trap című produkcióban Hilda de las Mercedes szerepében, olyan színészekkel szerepelt együtt, mint Itatí Cantoral , Ernesto Laguardia, África Zavala és Eduardo Yáñez. 2016-ban antagonista szerepben próbálhatta ki magát, a María című telenovellában. 2018-ban megkapta első társszerepét Juana Bárbara szerepét a Hijas de la luna című ifjúsági teleregényben, amelynek producere Nicandro Díaz González volt. Lorenának e szerep nagyobb színészi relevanciát adott.
2020-ban főszerepet kapott a Como tú no hay 2 című vígjáték telenovellában ahol Renátát alakította, melynek producere Carlos Bardasano többek között Claudia Martínnal, Adrián Uribével és Estefanía Hinojosával szerepelhetett együtt. 2022-ben megkapta a főszereplő legjobb barátjának szerepét, Britny Chantal Domínguez Pérez szerepét A gazdagság ára című telenovellában, ahol Claudia Martínnal második alkalommal dolgozhatott együtt Sebastián Rulli oldalán.

## Filmográfia
| Év        | Cím                                        | Szerep                         | Magyar hang     | TV stúdió |
| --------- | ------------------------------------------ | ------------------------------ | --------------- | --------- |
| 2012-2013 | La rosa de Guadalupe                       | több szerep                    |                 | Televisa  |
| 2014      | Szerelem ajándékba (Mi corazón es tuyo)    | házvezetőnő                    |                 | Televisa  |
| 2014–2017 | Como dice el dicho                         | több szerep                    |                 | Televisa  |
| 2015      | Amores con trampa                          | Hilda de las Mercedes Sánchez  |                 | Televisa  |
| 2016      | María (Simplemente María)                  | Claudia Lascuráin              | Szabó Luca      | Televisa  |
| 2017      | Nosotros los guapos                        | Linda                          |                 | Televisa  |
| 2018      | Hijas de la luna                           | Juana Bárbara Oropeza Treviño  |                 | Televisa  |
| 2018      | La bella y las bestias                     | Agente rendőr                  |                 | Televisa  |
| 2020      | Como tú no hay 2                           | Renata Cortés                  |                 | Televisa  |
| 2021      | Alicia új élete (Si nos dejan)             | Karina Gómez                   | Nádasi Veronika | Televisa  |
| 2022      | A gazdagság ára (Los ricos también lloran) | Britny Chantal Domínguez Pérez | Nádasi Veronika | Televisa  |
| 2023      | Pienso en ti                               | Alicia Garibay                 |                 | Televisa  |
| 2024-2025 | El extraño retorno de Diana Salazar        | Malena                         |                 | ViX       |
| 2025      | Juegos de amor y poder                     | Karina Cortés                  |                 | Televisa  |